# 大理石宫 (圣彼得堡)
大理石宫（Мраморный дворец）是俄罗斯圣彼得堡的一座新古典主义建筑，位于冬宫以东，宫廷滨河路与战神广场之间。
此宫殿是由叶卡捷琳娜二世的宠臣，18世纪60年代最有权势的俄罗斯贵族格里戈里·奥尔洛夫伯爵兴建。工程开始于1768年，由曾帮助装饰那不勒斯附近宏伟的卡塞塔皇宫的建筑师安东尼奥·里纳尔迪设计。
这座宫殿得名于各种各样华丽的大理石。地面的粗颗粒芬兰花岗岩与壁柱的抛光粉红色卡累利阿大理石以及柱子的白色乌拉尔大理石形成微妙的对比，还使用了蓝灰色乌拉尔大理石和塔林白云石。用来装饰宫殿的共有32种深浅不同的大理石。
宫殿的平面为梯形，四个立面虽然严格对称，却有着不同的设计。其中一个立面有凹进的庭院，在1937年到1992年之间展示列宁在十月革命期间使用的装甲车。如今，庭院竖立着亚历山大三世骑马雕像，以前安放在莫斯科火车站前的起义广场。
直到1785年，那时奥尔洛夫伯爵在女皇面前失宠，女皇为自己的继承人购买这座宫殿。1797年至1798年，这座建筑租给波兰末代国王斯坦尼斯瓦夫二世。此后，宫殿属于康斯坦丁·巴甫洛维奇大公和他的继承人。
1843年，康斯坦丁·尼古拉耶维奇大公决定重新装修大厦，更名为康斯坦丁宫。附近的一座教堂和其他附属建筑被完全重建，宫殿内部加以翻新，以适应新主人的折衷主义口味。只有主楼梯和大理石厅仍然保留。
在苏联时代，这座建筑曾安置过劳动部（1917年至1919年）、物质文化学会（1919年至1936年），和列宁博物馆（1937年至1991年）。目前，此建筑设有俄罗斯博物馆的常设展览，包括“在俄罗斯的外国艺术家（18和19世纪）”等。

## 外部連結
维基共享资源上的相關多媒體資源：大理石宫
- Marble Palace (Saint Petersburg) （页面存档备份，存于）
- Marble Palace by Saint-Petersburg.com  （页面存档备份，存于）